# Bertrix
Bertrix (wa. Bietris, Bèrtrè) – miejscowość i gmina (commune) w południowo-wschodniej Belgii, w Regionie Walońskim, w prowincji Luksemburg, w okręgu Neufchâteau. 1 stycznia 2024 roku liczyła 9017 mieszkańców.  

## Podział administracyjny
W skład gminy wchodzą cztery dzielnice (section):
- Auby-sur-Semois
- Cugnon
- Jehonville
- Orgeo

## Współpraca
Miejscowości partnerskie:
- Charmes, Francja
- Church Point, Stany Zjednoczone
- Rusca Montană, Rumunia